# Gourrama
Gourrama (en àrab كرامة, Gurrāma; en amazic ⴳⵯⵔⵔⴰⵎⴰ) és una comuna rural de la província de Midelt, a la regió de Drâa-Tafilalet, al Marroc. Segons el cens de 2014 tenia una població total de 14.927 persones.